# الیزابت وناربورگ
الیزابت وناربورگ (به فرانسوی: Élisabeth Vonarburg) رمان‌نویس و داستان کوتاهنویس قرن بیستم میلادی اهل فرانسه است.